# 帕福斯区
帕福斯区（希臘語：Επαρχία Πάφου），是塞浦路斯的一个区，位于塞浦路斯岛西部。帕福斯区总面积1,393平方公里，占全国面积的15.1%；总人口76,100（2007年）。首府位于帕福斯。帕福斯区全部由塞浦路斯共和国控制。帕福斯区下分为四个市镇和121个社区。阿卡马斯半岛位于帕福斯区西北部。

## 聚居点
帕福斯区下分4个市镇和121个社区。
- 圣玛丽娜-赫里索胡斯：该区的一个社区
- 法苏拉：该区的一个社区